# Heinrich Kahlert
Heinrich Kahlert OCist (auch Heinrich Victorinus Kahlert; * 15. August 1638 in Braunau, Königgrätzer Kreis, Böhmen; † 6. April 1702 in Heinrichau, Fürstentum Münsterberg) war von 1665 bis 1669 Prior des Zisterzienserklosters Grüssau, danach bis 1681 Propst der Grüssauer Propstei Warmbrunn. Anschließend war er bis 1702 Abt des Zisterzienserklosters Heinrichau und in dieser Eigenschaft zugleich Landeshauptmann des Fürstentums Münsterberg. Ab 1701 war er zudem Abt von Zirc in Ungarn und dadurch Mitglied des ungarischen Landtages.

## Leben
Heinrich Kahlert war der Sohn eines Tuchmachers. Nach dem Besuch des Braunauer Stiftsgymnasiums und dem Abschluss der humanistischen Studien trat er 1656 als Novize in das Zisterzienserkloster Grüssau im Herzogtum Schweidnitz ein. Am 1. November 1657 legte er unter Abt Andreas Michaelis (1653–1660) die Ordensgelübde ab und begann mit den theologischen Studien im Grüssauer Hausseminar. Im September 1660 legte er in Neisse die niederen Weihen ab. Das Datum seiner Priesterweihe ist nicht bekannt. Der Grüssauer Abt Bernhard Rosa, der vorher Prior von Heinrichau gewesen war, sandte Heinrich Kahlert zusammen mit seinem Mitbruder Bartholomäus Krommer zu theologischen Studien an die Universität Graz. Dort promovierte Heinrich Kahlert am 20. April 1662 zum Dr. theol. Nach der Rückkehr nach Grüssau wurde er zum Subprior ernannt. Seelsorglich war er vor allem in den Stiftsdörfern Kunzendorf, Tschöpsdorf, Wittgendorf, Forst bei Wittgendorf, Hartau und Trautliebersdorf tätig.
Bereits am 12. März 1665 wurde Heinrich Kahlert zum Prior von Grüssau ernannt, zugleich zum Novizenmeister und Lektor der Theologie. Am 26. Mai 1665 nahm er zusammen mit Abt Bernhard Rosa und dem Heinrichauer Abt Melchior Welzel (1656–1680) an einer Audienz des neuen Breslauer Fürstbischofs Sebastian von Rostock teil, die in der bischöflichen Burg Ottmachau stattfand. Zum 1. August 1669 wurde er zum Propst der Grüssauer Propstei Warmbrunn berufen, um die er sich in den nachfolgenden zwölf Jahren große Verdienste erwarb. Während dieser Jahre nahm er regelmäßig an der Grüssauer Wallfahrt nach Wartha teil. Bei der großen Grüssauer Prozession vom 1. bis 4. Mai 1671 nach Wartha, an der auch Angelus Silesius teilnahm, hielt Heinrich Kahlert die Festpredigt.
Nach dem Tod des Heinrichauer Abtes Daniel Meyer 1681 wurde Heinrich Kahlert dem dortigen Konvent vermutlich von Abt Bernhard Rosa als dessen Nachfolger empfohlen. Die Abtswahl fand am 20. Februar 1681 in Heinrichau statt. Wahlleiter war Bernhard Rosa in seiner Eigenschaft als vicarius generalis der schlesischen Ordensprovinz. Neben dem Leubuser Abt Johannes waren als Vertreter des Herzogs von Münsterberg Graf Haugwitz sowie der Syndicus der Stadt Frankenstein anwesend. Die Amtseinführung durch den Grüssauer Abt Bernhard Rosa erfolgte am 6. März 1681, unter Assistenz des Kamenzer Abtes Friedrich Steiner (1666–1681) in Heinrichau. Im Mai 1681 wurde er durch Abt Pierre Bouchu von Clairvaux in der Abteikirche St. Benigne in Dijon infuliert. Während seiner Amtszeit erfolgte ein wirtschaftlicher und kultureller Aufschwung. Die Klosterkirche und die Klostergebäude wurden von namhaften Künstlern im Stil des Barock umgebaut und erweitert. 1699 erwarb er vom Lilienfelder Abt Sigismund Braun die in den Türkenkriegen untergegangene ungarische Abtei Zirc.
Nach dem Tod des Abtes Bernhard Rosa 1696 leitete Abt Kahlert die Wahl von dessen Nachfolger, aus der Dominicus Geyer hervorging. In der Nachfolge des Abtes Bernhard Rosa wurde Heinrich Kahlert vom Generalabt von Citeaux zum neuen Vicarius Generalis für die schlesische Ordensprovinz ernannt. Ende des 17. Jahrhunderts errichtete er für die Äbte und den Konvent von Heinrichau ein Schloss im Stiftsdorf Schönwalde. 
Heinrich Kahlert starb am 6. April 1702. Sein Leichnam wurde in der Heinrichauer Klosterkirche beigesetzt. Bereits 1690 schuf der Grüssauer Maler Jacob Arlet ein Kupferstichportrait von ihm.